# Ruby Sahota
Ruby Sahota, née le 22 juin 1979 à Toronto en Ontario, est une avocate et femme politique canadienne.
Membre du Parti libéral du Canada, elle est députée à la Chambre des communes de la circonscription de Brampton-Nord depuis octobre 2015.
Elle est ministre des Institutions démocratiques et ministre responsable de l'Agence fédérale de développement économique pour le Sud de l'Ontario de décembre 2024 à mars 2025 dans le cabinet de Justin Trudeau.

## Biographie
Ruby Sahota représente la circonscription de Brampton-Nord à la Chambre des communes du Canada depuis les élections de 2015 sous la bannière du Parti libéral du Canada. Elle est réélue en 2019 puis en 2021.
Le 8 janvier 2024, elle est nommée whip en chef du gouvernement, en remplacement de Steven MacKinnon.
Le 20 décembre 2024, elle est nommée ministre des Institutions démocratiques et responsable de l'Agence fédérale de développement économique pour le Sud de l'Ontario. Elle conserve le poste jusqu'au remplacement du premier ministre Justin Trudeau par Mark Carney.